# Сулейман ибн Худ аль-Мустаин
Сулейман ибн Худ ал-Мустаин (араб.  سليمان "المستعين بالله" بن هود‎; умер в 1046) — пятый независимый эмир Сарагосы в 1039—1046 годах, происходил из рода Худидов.

## Биография
В юности Сулейман состоял на военной службе у Альманзора и участвовал в гражданской войне в Кордовском халифате. В период распада Кордовского халифата он стал правителем Лериды (1031—1036). В течение этого периода он оставался губернатором Лериды и Туделы под властью эмиром Сарагосы из рода Туджибидов и обеспечивал безопасность северных границ от угроз со стороны Санчо III Наваррского.
В эпоху войн за власть в тайфе Сарагоса Сулейман участвовал в заговоре против эмира Муиза ал-даулы Мунзира II, получил поддержку населения и в конечном итоге захватил власть в эмирате в 1039 году. Укрепляя свою власть, он поставил на губернаторские посты своих сыновей: Лериде — Юсуфа аль-Музаффара, в Уэске — Лубба (Лопе), в Туделе — Мунзира, в Калатаюде — Мухаммада. В Сарагосе в качестве наследника и регент в свое отсутствие он оставил Ахмада аль-Муктадира.
За владение землей в долине Гвадалахары Сулейман спорил с союзом Фердинанда I Кастильского и Гарсии III Наваррского.
После смерти Сулеймана ал-Мустаина в 1047 году его пятеро сыновей, которые правили различными областями тайфы, стали стремиться к независимости. Все они в конечном итоге объявили себя правителями и стали чеканить собственные монеты как знак суверенитета. Наибольшей власти в распадавшемся эмирате добился Ахмад I аль-Муктадир, который к 1051 году смог занять большую часть тайфы по результатам братоубийственных конфликтов. Тем не менее, он не смог добиться подчинения своего брата Юсуфа аль-Музаффара, правившего Леридой до 1078 года.